# Zytglogge Theater
Das Zytglogge Theater ist ein Berner Kellertheater. Das Theater bestand ab 1949 unter dem Namen Theater der Untern Stadt an der Kramgasse 70 in Bern (Lage); 1962 erhielt es den Namen Theater am Zytglogge. Zusammen mit der Junkere 37 stellte es für Berner Nonkonformisten einen beliebten Treffpunkt dar. 1992 schloss das Theater, aber der Trägerverein der Chäller-Kumedi eröffnete zwei Jahre später am Kornhausplatz 10 ein neues Aufführungslokal unter dem Namen Zytglogge Theater (Lage). Darin wurden Eigenproduktionen aufgeführt; es funktionierte auch als Gastspielbetrieb. Während seiner 60-jährigen Geschichte fanden im Zytglogge Theater vor allem Sprechtheater und Kleinkunstveranstaltungen statt.